# Christine Amertil
Christine Ameces (sinh ngày 18 tháng 8 năm 1979 tại Nassau, New Providence) là một vận động viên người Bahamian thi đấu chủ yếu ở nội dung 400 mét. Bà tốt nghiệp Đại học Đông Nam Louisiana.

## Thành tựu
- Giải vô địch trong nhà thế giới IAAF 2006 - huy chương đồng
- Chung kết điền kinh thế giới lần thứ 3 - vị trí thứ năm
- Thế vận hội Olympic 2004 - vị trí thứ bảy
- Chung kết điền kinh thế giới lần thứ 2 - vị trí thứ tư
- Giải vô địch thế giới trong nhà năm 2003 về điền kinh - huy chương bạc
- Giữ kỷ lục khu vực trong nhà (Bắc Mỹ, Trung Mỹ và Caribbean) @ 50,34 cho 400m